# James Dunsmuir

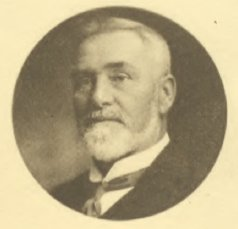
James Dunsmuir

James Dunsmuir (* 8. Juli 1851 in Fort Vancouver; † 6. Juni 1920 an der Cowichan Bay) war ein kanadischer Politiker und Industrieller. Vom 15. Juni 1900 bis zum 21. November 1902 war er Premierminister der Provinz British Columbia, von Mai 1906 bis Dezember 1909 Vizegouverneur. Der Sohn Robert Dunsmuirs, der ein Kohle-, Schifffahrts- und Eisenbahnimperium aufgebaut hatte, dominierte um die Jahrhundertwende das wirtschaftliche Geschehen auf Vancouver Island und war der reichste Mann der Provinz.

## Studium und Unternehmensführung
Dunsmuir wurde im Handelsposten Fort Vancouver der Hudson’s Bay Company geboren, als seine Eltern Robert Dunsmuir (1825–1889) und Joan Olive White (1828–1908) von Schottland nach Vancouver Island auswanderten. Er verbrachte seine Schulzeit in Nanaimo. Sein Vater wurde mit der Entdeckung und Erschließung von Kohlevorkommen reich, was es ihm ermöglichte, dem Sohn eine gute Ausbildung zukommen zu lassen. James Dunsmuir besuchte ein Internat in Dundas und studierte Minenbau am Virginia Agricultural and Mechanical College in Blacksburg. Er heiratete Laura Surles und kehrte 1876 mit ihr nach Nanaimo zurück.
Im rasch expandierenden Unternehmen seines Vaters wurde Dunsmuir Minenmanager. Außerdem konstruierte er zusammen mit zwei Angestellten anhand eines Schemas in der Zeitschrift Scientific American das erste Telefon in British Columbia. In der zweiten Hälfte der 1880er Jahre erhielt Dunsmuir immer mehr Kompetenzen und begann, neue Kohlevorkommen bei Comox zu erschließen. Der Vater starb im April 1889; den größten Teil des Aktienpakets hatte er seiner Ehefrau vererbt. Während der nächsten 17 Jahre ging James Dunsmuir juristisch gegen seine Mutter und seine Schwestern vor. Es gelang ihm, den Familienkonzern Schritt für Schritt unter seine Kontrolle zu bringen. 1899 gründete er die Stadt Ladysmith an der Südostküste von Vancouver Island.

## Politische Ämter
Im Juli 1898 ließ sich Dunsmuir als Abgeordneter des Wahlkreises Comox in die Legislativversammlung von British Columbia wählen (bis 1903 gab es in der Provinz keine politischen Parteien). Er gewann rasch großen Einfluss und Vizegouverneur Thomas Robert McInnes ernannte ihn am 15. Juni 1900 zum neuen Premierminister.
Die Regierung wehrte sich gegen weit verbreitete Forderungen, die Einwanderung von Asiaten einzuschränken. Sie tat dies jedoch nicht aus humanitären Gründen, sondern um der rasch expandierenden Wirtschaft die Anstellung billiger Arbeitskräfte zu ermöglichen. Die Regierung förderte den Bau von Eisenbahnen und setzte eine Neueinteilung der Wahlkreise durch, die dem Bevölkerungswachstum auf dem Festland Rechnung trug. Dunsmuir mochte die Politik nicht und trat am 21. November 1902 zurück, um sich vermehrt seinem Unternehmen widmen zu können. Widerstrebend ließ er sich dazu überreden, am 26. Mai 1906 das Amt des Vizegouverneurs zu übernehmen. Dieses übte er bis zum 11. Dezember 1909 aus.

## Weiteres Leben
1905 verkaufte Dunsmuir die von seinem Vater gegründete Esquimalt and Nanaimo Railway an die Canadian Pacific Railway. Im Jahr 1906, nachdem er Vizegouverneur geworden war, kaufte er in Colwood, einem westlichen Vorort von Victoria, ein weitläufiges Grundstück. Dort ließ er Hartley Castle errichten, ein neugotisches Anwesen mit 40 Zimmern im Stile einer schottischen Herrschaftsresidenz. 1910 verkaufte er seine Kohlebergwerke und seinen sonstigen Industriebesitz für 11 Millionen Dollar und verbrachte den Rest seines Lebens mit Jagd- und Angelausflügen sowie mit Segeltouren auf seiner 66 m langen Jacht Dolaura. Er starb im Alter von 68 Jahren in seiner Anglerhütte an der Cowichan Bay.
Am 5. Juli 1876 heiratete Dunsmuir Laura Miller Surles (1858–1937) in Fayetteville, North Carolina. Sie hatten drei Söhne und neun Töchter. Sein ältester Sohn verfiel dem Alkoholismus, der zweitälteste Sohn James starb im Mai 1915 bei der Versenkung der Lusitania durch ein deutsches U-Boot. Eine seiner Töchter, Muriel, war von 1923 bis 1924 die erste Ehefrau des Modeschöpfers Edward Molyneux. Sie und ihre Geschwister verprassten innerhalb einer Generation das gesamte Familienvermögen.